# Hypena albipicta
Hypena albipicta là một loài bướm đêm trong họ Erebidae.